# Fischwirbel
Ein Fischwirbel beschreibt die durch Bildgebung diagnostizierte Formveränderung eines Wirbelkörpers mit konkaver Grund- und Deckplatte.

## Entstehung
Fischwirbel entstehen vor allem im Bereich der Lendenwirbelsäule durch einerseits Minderung und somit Schwächung der Knochensubstanz (Osteoporose) und andererseits Erschlaffung der gegenhaltenden Rückenmuskulatur. Durch die reduzierte Kraft der Muskulatur wirkt eine größere Kraft auf den Wirbel ein. Diese Kraft trifft den Wirbel relativ zentral, da in der Lendenwirbelsäule das Körperschwerpunktlot nahe am Drehpunkt des Bewegungssegmentes verläuft. Dementsprechend geben die Grund- und Deckplatten im zentralen Bereich nach und verformen sich in einer Weise, die an einen Fisch erinnert (Sinterungsbruch).